# Modèle biopsychosocial

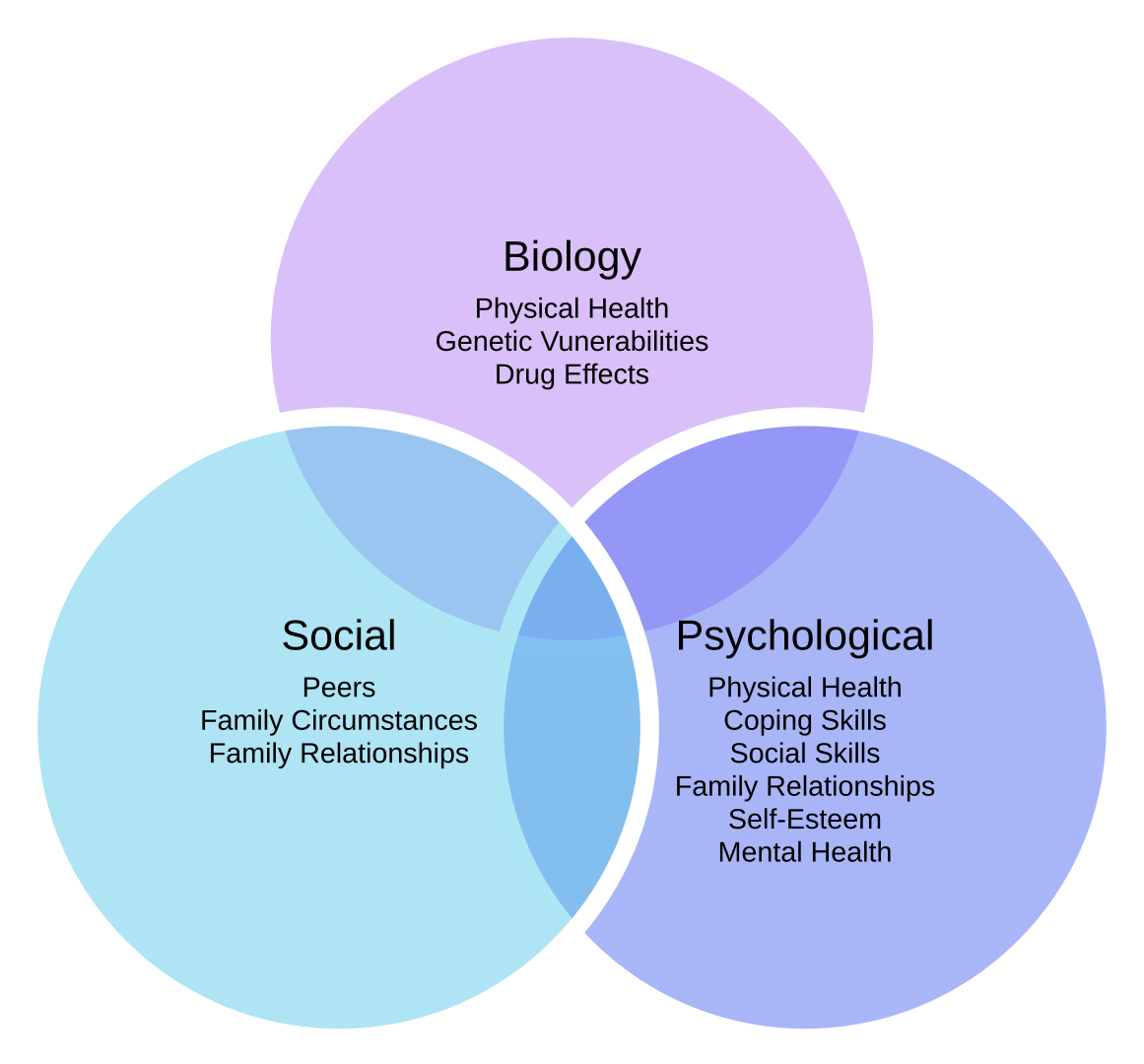
Modèle biopsychosocial.

Le Modèle biopsychosocial ou Approche biopsychosociale, en médecine, est une approche théorique et pratique, proposé par le médecin psychiatre George Libman Engel, qui veut prendre en compte des facteurs psychologiques, sociaux et biologiques des pathologies. Il s'oppose à une lecture exclusive via un modèle biomédical, psychologique ou anti-psychiatrique. Il n'exclut pas, a priori, ces trois approches, bien que leurs aspects aient des pertinences différentes en fonction des symptômes.
Cette approche paraît pertinente dans le cadre de troubles mentaux, de la douleur chronique, de la sexualité, de la perte d'indépendance fonctionnelle, entre autres.
Elle nécessite souvent une prise en charge pluridisciplinaire et beaucoup de temps.
Puisqu'elle implique souvent une juxtaposition de regards spécialisés, cette approche est présente dans plusieurs domaines. 
Elle n'est pas incompatible avec l'analyse fondée sur les faits (médecine factuelle) des différents aspects.
En travail social, ce modèle est souvent jumelé avec les approches multidisciplinaire et systémique. Elle tente d'intégrer des composantes de la santé physique, mentale et sociale. [réf. souhaitée]